# Pere Mias i Codina
Pere Mias i Codina (Lleida 1880 - Montpeller 1941) fou un polític, terratinent i advocat català. Destacat militant republicà, fou un dels fundadors de l'Associació Escolar Republicana, adherida a Unió Republicana, i de la Joventut Republicana de Lleida, amb la que fou paer segon de Lleida, diputat provincial per les Borges Blanques i conseller d'agricultura de la Mancomunitat de Catalunya. Estudià Dret a Barcelona, on esdevingué soci fundador de l'Associació Escolar Republicana, adherida a Unió Republicana. Retornat a Lleida s'integrà a Joventut Republicana (1903),en representació de la qual fou escollit regidor de l'ajuntament de Lleida el 1905 i 1909.
Apropat al republicanisme reformista de Melquíades Álvarez, i integrat el 1917 en el PCR (Partit Català Republicà), fou elegit el 1919 i el 1923, diputat provincial pel districte de Lleida-les Borges Blanques, on tenia grans propietats. En aquest districte desenvolupà bona part de la seva llarga carrera política, en quadrat en el Centre Democràtic Republicà, formació que durant el trienni 1920-23 s'enfrontà als separatistes que seguien a Francesc Macià.
Fou membre del Consell Permanent i conseller d'Agricultura i Serveis Forestals de la Mancomunitat de Catalunya el 1919, 1921 i 1923, des d'on va promoure, entre altres accions, la reorganització de l'Escola Superior d'Agricultura i els Serveis Tècnics Agrícoles. Sempre relacionat amb l'agricultura, fou síndic del Canal d'Urgell i de la CHE.
Proclamada la II República, com a integrant d'Esquerra Republicana de Catalunya, fou membre de la diputació Provisional de la Generalitat pel districte de les Borges Blanques i formà part de la comissió redactora de l'Estatut de Núria. Durant l'exercici del seu càrrec impulsà obres agràries importants, com el canal d'Urgell, i fou síndic de la Confederació Hidrogràfica de l'Ebre.
Fou qui proclamà la República Catalana a les Borges Blanques el 1931, ingressà a Esquerra Republicana de Catalunya i a les eleccions al Parlament de Catalunya de 1932 fou elegit diputat al parlament de Catalunya. Exercí com a director general d'agricultura de la Generalitat de Catalunya i fou nomenat conseller d'agricultura i economia el 1933, reprenent així les seves actuacions públiques en aquest àmbit, atès que entre 1919 i 1924, ja havia estat Conseller d'Agricultura de la Mancomunitat, i després, sotssecretari del ministeri de treball del govern de la Segona República Espanyola.
Durant el període en què exercí aquesta direcció, fou creat, el Servei d'Acció Agrària, on hagué una eficaç reorganització de l'Escola Superior d'Agricultura i dels Serveis Tècnics Agrícoles de la Mancomunitat.
També fou després, sotssecretari del ministeri de treball del govern de la Segona República Espanyola.
Destaca entre els qui s'oposaren a una primera campanya oficial per incorporar Aragó a la província de Lleida.
Mort a Montpeller, arran de l'exili causat per la Guerra Civil espanyola (1936-1939), on els seus hereus van haver de fer efectiva la multa que el Tribunal de Responsabilitats Polítiques li va imposar el 1940, prèvia desestimació d'apel·lació de la sentència presentada davant del Tribunal Nacional.